# L'evoluzione di Andromeda
L'evoluzione di Andromeda (The Andromeda Evolution) è un romanzo thriller tecnologico fanta-apocalittico dello scrittore Michael Crichton, pubblicato postumo nel 2019, terminato e rielaborato dallo scrittore Daniel H. Wilson su incarico degli eredi di Crichton.
L'opera è il seguito del romanzo Andromeda (The Andromeda Strain), pubblicato nel 1969.

## Trama
(Michael Crichton e Daniel H. Wilson, L'evoluzione di Andromeda)
Verso la fine degli anni sessanta, più precisamente nel '67, un satellite artificiale era caduto nel paesino di Pedmont, in Alabama. L'improvvida manomissione del satellite, contenente campioni raccolti nella stratosfera, aveva liberato un virus, "Andromeda" causando la morte di quasi tutti gli abitanti. Con difficoltà il virus, nel frattempo mutato nel ceppo plastifago AS-2, era stato sconfitto, grazie all'intervento dell'allora giovane scienziato, il dottore Jeremy Stone. La consapevolezza del pericolo scampato dall'umanità aveva spinto gli Stati Uniti a organizzare una struttura segreta che vigilasse e fosse pronta ad affrontare minacce simili. Il progetto aveva preso il nome di "Wildfire, coordinato dal generale Stern.
Cinquant'anni dopo un drone di sorveglianza ecologica scopre un'anomalia nella foresta amazzonica: una larga porzione di giungla ha mutato colore e morfologia: il progetto Wildfire viene attivato. Sul luogo viene inviata una squadra composta dagli scienziati Nidhi Vedala, Harold Odhiambo, Peng Wu. James Stone, il figlio di Jeremy Stone, viene inserito all'ultimo minuto dal generale Stern, sulla base di una sua intuizione. La squadra viene scortata da Eduardo Brink, un militare delle forze speciali statunitensi, accompagnata da guide locali e supportata da Sophie Kline, un'astronauta americana in orbita nella Stazione spaziale internazionale.
Durante il viaggio di avvicinamento verso l'anomalia il gruppo viene attaccato da una tribù locale. Brink e le guide indigene vengono uccise. Peng trova il corpo di Brink il giorno seguente e scopre, tra gli effetti personali del militare, una fiala di veleno contrassegnata con il codice "omega"; la donna non avvisa gli altri compagni del ritrovamento, sospettosa per sua natura. Dopo aver ispezionato i corpi degli indigeni morti, il gruppo rinviene su di loro l'infezione di un nuovo ceppo di Andromeda, subito ribattezzato AS-3. L'unico sopravvissuto della tribù è un ragazzino di nome Tupa che trova in Stone un amico e l'unico in grado di capire la sua lingua, grazie a un software sperimentale da questi sviluppato.
Il gruppo ha difficoltà a comunicare via radio con il generale Stern, ma riesce comunque a contattare Kline a bordo della stazione spaziale. Indotta a credere che Brink sia ancora vivo, Kline trasmette al gruppo un messaggio contenente la parola "omega" da riferire a Brink. Peng, allora, confessa al gruppo la scoperta della fiala omega: gli scienziati realizzano che il messaggio di Kline era volto a ordinare a Brink di ucciderli con il veleno e comprendono che la donna sta attuando un proprio piano contro la volontà del progetto Wildfire. Il gruppo avanza con difficoltà nella giungla temendo che il ritardo accumulato, unito all'impossibilità di avvisare Stern di essere sopravvissuto, induca il generale a bombardare l'anomalia per sterilizzare il virus. Il gruppo lascia sul terreno la parola "alive" ("sopravvissuto") scritta con rami e fronde. Il messaggio viene letto fortunosamente da un satellite d'osservazione; l'ordine di bombardamento dell'anomalia viene quindi revocato all'ultimo minuto. Giunto sull'epicentro della contaminazione, il gruppo scopre che il virus ha mutato la foresta, organizzandosi fino a creare una struttura imponente. Il gruppo entra nella struttura e scopre i corpi di diversi lavoratori uccisi dal virus in quella che sembra essere una centrale idroelettrica. A quel punto Kline li contatta tramite il sistema di comunicazione della centrale e, stizzita della loro caparbietà riesce a far esplodere da remoto alcune apparecchiature, riattivando il virus dormiente che inizia a riprodursi velocemente. Peng ha un attacco di panico e fugge verso l'uscita, piuttosto che seguire il gruppo verso l'interno della struttura. Peng viene infettata e, con il suo ultimo respiro, rivela che Andromeda è stato ritrovato ovunque nel sistema solare e che la Cina ha scoperto che il virus è artificiale, di origine aliena, una macchina alla ricerca di altre forme di vita.
I tre scienziati sopravvissuti e Tupa continuano ad addentrarsi nella struttura ma ben presto i corridoi si riempiono di acqua di fiume. Vedala riesce ad arrivare alla fine della struttura e ad aprire uno sportello di fuga per lei, Tupa e Stone: purtroppo Odhiambo non è abbastanza rapido e annega. I sopravvissuti scoprono che Kline ha indotto il virus a organizzarsi fino a creare un ascensore spaziale. Vedala e Stone rinvengono due tute spaziali e decidono di salire sull'ascensore, il cui capo terminale è ancorato alla Stazione spaziale internazionale. Tupa rimane a terra mentre i due scienziati terminano con successo il viaggio sulla stazione spaziale. Vedala e Stone affrontano Kline che ha ordito il piano nella convinzione che un'intelligenza aliena abbia programmato il virus per sterminare l'umanità e che l'unica possibilità di sopravvivenza sia verso lo spazio. L'ascensore spaziale creato da Kline avrebbe lo scopo di permettere all'Uomo di abbandonare la Terra. Kline attacca i due scienziati prendendo il controllo della stazione spaziale, dopo aver imprigionato gli altri membri dell'equipaggio. Sotto attacco di un braccio robotico prima e di un robot poi, Stone e Vedala riescono a difendersi con difficoltà fino a quando Stone, utilizzando la fiala omega, non uccide Kline, già contaminata dal virus Andromeda. Durante il combattimento anche Stone è stato contaminato dal virus ma su di lui non ha avuto effetti nocivi: alla stupita Vedala l'uomo rivela di essere in realtà uno dei due sopravvissuti alla prima infezione di Andromeda avvenuta a Pedmont, successivamente adottato da Jeremy Stone e che la sua esposizione alla prima infezione del ceppo AS-1 di Andromeda lo ha reso immune al virus. L'intuizione del generale Stern, che ha pervicacemente voluto Stone nel gruppo Wildfire, è stata risolutiva per il successo della missione.
Rendendosi conto che Andromeda si è trasformata in una nuova forma, ancora più mortale, Stone sceglie di recidere il nastro dell'ascensore spaziale costituito dal ceppo mutante di Andromeda che collega la stazione spaziale alla struttura in Amazzonia. L'intento riesce, il collegamento viene reciso, Stone si paracaduta con una tuta di emergenza verso la struttura a terra e si riunisce a Tupa che, con fiducia era rimasto ad aspettarlo. Nell'epilogo Stone e Vedala si sposano e adottano Tupa, mentre Stern e un gruppo di altri scienziati notano che la stazione spaziale contaminata da Andromeda ha raggiunto Saturno. Il virus sta mutando nuovamente e sta inviando un misterioso messaggio verso lo spazio profondo.

## Personaggi
Rand L. SternGenerale statunitense, in comando presso il NORAD, a capo del progetto Wildfire.
James StoneIl figlio di Jeremy Stone, lo scienziato protagonista del precedente romanzo Andromeda. Cinquantenne, esperto di robotica e di intelligenza artificiale, Si scoprirà essere uno dei due sopravvissuti dell'infezione del ceppo AS-1 di Andromeda avvenuto cinquant'anni prima a Piedmont in Arizona.
Nidhi VedalaQuarantaduenne, esperta di nanotecnologie e scienze dei materiali. Al comando della missione Wildfire in Amazzonia.
Harold OdhiamboSessantottenne, scienziato multidisciplinare, esperto, tra l'altro, in xenogeologia.
Peng WuTrentasettenne patologa cinese, originaria di Zhengzhou, appartenente alle Esercito Popolare di Liberazione. Ex taikonauta.
Sophie KlineTrentaduenne astronauta a bordo della Stazione spaziale internazionale, esperta di nanorobotica, nanobiologia e microgravità. Affetta da sclerosi laterale amiotrofica, è stata sottoposta a impianti cibernetici neurali che la mantengono connessa alle apparecchiature della stazione spaziale. Dallo spazio fornisce assistenza alla missione Wildfire.
Eduardo BrinkSergente delle forze speciali statunitensi, incaricato dal generale Stern di scortare i membri del gruppo Wildfire nella giungla amazzonica.
TupaUn ragazzino indigeno dell'Amazzonia, unico sopravvissuto della sua tribù, contaminata dal ceppo AS-3 di Andromeda e sterminata da Brink per difesa. Affezionatosi a Stone, sarà da questi adottato al termine dell'avventura.

## Edizioni
- (EN) Michael Crichton e Daniel H. Wilson, The Andromeda Evolution, 1ª ed., New York, HarperCollins, 2019, ISBN 9780008172992.
- (BG) Michael Crichton e Daniel H. Wilson, Еволюцията на "Андромеда", Sofia, Бард, 2020, ISBN 978-954-655-979-1.
- Michael Crichton e Daniel H. Wilson, L'evoluzione di Andromeda, traduzione di Doriana Comerlati, Narratori moderni, Milano, Garzanti, 3 giugno 2021, ISBN 978-88-11-81878-6.
- (DE) Michael Crichton e Daniel H. Wilson, Andromeda - Die Evolution, traduzione di Kristof Kurz, Monaco di Baviera, Heyne, 2022, ISBN 978-3-453-42477-7.
- Michael Crichton e Daniel H. Wilson, L'evoluzione di Andromeda, traduzione di Doriana Comerlati, Elefanti bestseller, Milano, Garzanti, 29 luglio 2022, ISBN 9788811005575.